# Vojaško pokopališče Ukanc
Vojaško pokopališče Ukanc je pokopališče, na katerega so med prvo svetovno vojno pokopavali padle vojake Avstro-ogrske vojske s soške fronte. Pokopališče je bilo v uporabi med junijem 1915 in novembrom 1917
Pokopališče leži na položnem pobočju tik pod spodnjo postajo gondolske žičnice za Vogel, nad cesto, ki vodi proti slapu Savica.
Na pokopališču v Ukancu je v ravnih vrstah 282 grobov, obdanih z naravnimi kamni in opremljenih z lesenimi križi na betonskih podstavkih, na katerih so kovinske ploščice z imeni vojakov. Z imeni je opremljeno le 221 grobov, znano pa je, da je v nekaj grobov pokopanih po več vojakov. Zadnji grob nosi številko 296, v njem pa je pokopan neznani ruski vojni ujetnik. Okoli pokopališča je postavljena lesena ograja, vhod v pokopališče pa je nekaj metrov nad levim robom ceste. Vhod je zaprt z železnimi kovanimi vrati in s portalom, na katerem sta letnici 1914-1918. Nekaj metrov naprej je na levem delu pokopališča okoli 1,5 m visok spomenik iz naravnega kamna, posvečen padlim vojakom s Krna in braniteljem Bohinja v letih 1915-1916. Na spomeniku sta napisa v nemščini in slovenščini.
Sredi pokopališča stoji lesena kapelica iz smrekovih okroglic, krita s skodlami in opremljena z majnim zvonikom. Pred kapelico je nekaj stopnic iz naravnega kamna, na vsaki strani spodnejga dela stopnic pa stoji na betonskih podstavkih po ena topovska granata. Pod nadstreškom visi lesena tabla z napisom: »POTOMCI! OSTANITE SI EDINI, DA ZAMAN NAŠO NISMO KRI PRELILI.«.  Na pokopališču so pokopani predvsem vojaki slovaške, madžarske, poljske, ukrajinske in slovenske ter nekaj vojakov drugih narodnosti, poleg tega pa je na pokopališču nekaj grobov neznanih vojakov. Poleg avstrogrskih so tu tudi grobovi 17 ruskih, dveh romunskih in enega italijanskega vojnega ujetnika ter enega civilnega nosača.